# Нагорный (Ульяновская область)
Нагорный — посёлок в Николаевском районе Ульяновской области в составе Никулинского сельского поселения.

## География
Находится на расстоянии примерно 9 километров на запад по прямой от районного центра посёлка Николаевка.

## История
В 1990-е годы работал СПК «Родина».

## Население
Население составляло 192 человек (татары 45 %, русские 39 %) в 2002 году, 237 по переписи 2010 года.